# Остролодочник Миддендорфа
Остролодочник Миддендорфа (лат. Oxytropis middendorffii) — вид растений рода Остролодочник (Oxytropis) семейства Бобовые (Fabaceae).
Вид назван в честь российского ботаника и путешественника Александра Фёдоровича Миддендорфа.

## Ботаническое описание
Растение зелёное, бесстебельное, образует рыхлую дерновину. Прилистники яйцевидные, густожелезистые, по краю с ресничками, внизу приросшие к черешку, между собой не сросшиеся, с одной или несколькими ветвистыми жилками. Листья по оси и черешку бородавчато-железистые, с редкими белыми волосками. Листочки в числе 12—15 пар, продолговатые, коротко заострённые, с загнутыми кверху краями, сверху голые, снизу и по краю железистые и с редкими белыми волосками.
Цветоносы равны или длиннее листьев, с бородавчатыми желёзками, внизу с тонкими белыми и короткими чёрными волосками, вверху с густыми чёрными волосками. Кисти рыхлые, с 4—8 цветками. Прицветники железистые и чёрно-волосистые, немного длиннее трубки чашечки. Чашечка трубчато-колокольчатая, черноволосистая, почти без желёзок, с длинными узкими железистыми зубцами. Венчик фиолетово-красный. Флаг 22—24 мм длиной, с неглубоко выемчатым, округло-яйцевидным отгибом. Лодочка с остроконечием около 1 мм длиной. Бобы пузырчато-перепончатые, 18—20 мм длиной, 8—10 мм шириной, отстояще-черноволосистые, вдоль брюшного шва с немногими желёзками, полудвугнездные (с брюшной и нередко с зачаточной спинной перегородками).

## Подвиды
- Oxytropis middendorffii subsp. middendorffii
- Oxytropis middendorffii subsp. albida Jurtzev — Остролодочник белый
- Oxytropis middendorffii subsp. anadyrensis (Vassilcz.) Jurtzev — Остролодочник анадырский
- Oxytropis middendorffii subsp. coerulescens Jurtzev & V.V.Petrovsky — Остролодочник голубоватый
- Oxytropis middendorffii subsp. jarovoji Jurtzev — Остролодочник Ярового
- Oxytropis middendorffii subsp. orulganica Jurtzev — Остролодочник орулганский
- Oxytropis middendorffii subsp. submiddendorffii Jurtzev — Остролодочник полумиддендорфный
- Oxytropis middendorffii subsp. trautvetteri (Meinsh.) Jurtzev — Остролодочник Траутфеттера